# 愛知大学図書館
愛知大学図書館（あいちだいがくとしょかん）は、学校法人愛知大学が運営する大学図書館である。

## 概要
名古屋キャンパスの名古屋図書館、豊橋キャンパスの豊橋図書館、車道キャンパスの車道図書館の3館より構成されており、蔵書数は2019年3月31日の時点で、名古屋図書館557,210冊、豊橋図書館846,078冊、車道図書館 158,192冊、研究所・学会217,236冊、合計1,778,716冊である。
各図書館だけでなく、学内の国際問題研究所、綜合郷土研究所、中部地方産業研究所、経営総合研究所等が所蔵する資料も相互利用が可能であり、地域の一般市民に向けて開放されている。

## 沿革

### 年表
特に明記がないものは「2016（平成28）年度図書館概要」による。
- 1947年4月 図書館を設置
- 1950年4月 名古屋校舎図書室を設置
- 1955年6月 名古屋校舎図書室を図書館名古屋分館と改組
- 1957年3月 鉄筋コンクリート建で書庫を竣工
- 1960年2月 『愛知大学漢籍分類目録』刊行
- 1966年11月 図書館新館を竣工
- 1975年5月 図書館名古屋分館を竣工
- 1976年3月 新書庫を竣工
- 1988年
  - 3月 旧名古屋校舎に名古屋図書館を設置
  - 4月 図書館名古屋分館を名古屋図書館車道分館、図書館を豊橋図書館と改称
- 1989年6月 図書館の地域市民に対する開放を開始
- 1998年3月 旧名古屋図書館を増築
- 1999年
  - 4月 豊橋図書館増築・全面改修を竣工
  - 8月豊橋市中央図書館と相互貸借協定締結
- 2004年
  - 2月 名古屋図書館車道分館を取り壊し
  - 3月 名古屋図書館車道分館を改称し、車道校舎に車道図書館設置
- 2005年4月 豊橋技術科学大学との連携協定締結
- 2012年
  - 2月 旧名古屋図書館を閉館
  - 3月 名古屋キャンパス内に名古屋図書館を設置・再開
  - 4月 車道図書館に大学院図書室、法科大学院図書室、会計大学院図書室を設置

## コレクション
旧東亜同文会が所蔵していた書籍・資料よりなる「霞山文庫」と「東亜同文書院中国調査報告書」、元愛知大学教授鈴木択郎（元東亜同文書院大学教授）並びに同教授内山雅夫（元東亜同文書院大学教員）所蔵の中国語関係資料と『中日大辞典』編纂事業で使用された諸書籍・資料よりなる「中日大辞典文庫」並びに「中日大辞典編纂資料」、ドイツのアジア研究者ウィットフォーゲル旧蔵の「ウィットフォーゲルコレクション」など中国関係の貴重なコレクションをはじめ、元住友本社総理事・蔵相小倉正恒蔵書を受贈した「簡斎文庫」や三河地方の有力者菅沼家から受贈した「菅沼文庫」などさまざまな書籍・資料を所蔵している。

## 所在地・交通アクセス

### 名古屋図書館
ウィキメディア・コモンズには、名古屋図書館に関するカテゴリがあります。
- 所在地：〒453-8777 愛知県名古屋市中村区平池町4-60-6
- 交通アクセス

名古屋臨海高速鉄道あおなみ線ささしまライブ駅下車、徒歩2分。
近畿日本鉄道米野駅下車、徒歩5分。
名古屋駅・名鉄名古屋駅・近鉄名古屋駅下車、徒歩10分。
名鉄バス愛知大学前バス停下車。
名古屋市営バスささしまライブバス停下車。

### 豊橋図書館
ウィキメディア・コモンズには、豊橋図書館に関するカテゴリがあります。
- 所在地：〒441-8522 愛知県豊橋市町畑町1-1
- 交通アクセス

豊橋鉄道渥美線愛知大学前駅下車すぐ。

### 車道図書館
- 所在地：〒461-8641 愛知県名古屋市東区筒井二丁目10番31号
- 交通アクセス

名古屋市営地下鉄車道駅下車、徒歩2分。